# Kader Bamba
Abdoul Kader Bamba, más conocido como Kader Bamba, (Sarcelles, 25 de abril de 1994) es un futbolista francés que juega de centrocampista en el Clermont Foot 63 de la Ligue 2.

## Trayectoria
Kader Bamba jugó en el C. S. Sedan II y en el Cosmo Taverny, antes de llegar al Le Mans F. C., con el que jugó entre 2016 y 2018, año en el que fichó por el F. C. Nantes.
Con el Nantes debutó en Ligue 1 el 11 de agosto de 2019 frente al Lille O. S. C.

## Clubes
| Club                         | País    | Año       |
| ---------------------------- | ------- | --------- |
| C. S. Sedan "II"             | Francia | 2012-2013 |
| Cosmo Taverny                | Francia | 2013-2016 |
| Le Mans F. C.                | Francia | 2016-2018 |
| F. C. Nantes "II"            | Francia | 2018-2019 |
| F. C. Nantes                 | Francia | 2019-2024 |
| Amiens S. C. (cedido)        | Francia | 2021-2022 |
| A. S. Saint-Étienne (cedido) | Francia | 2023      |
| Clermont Foot 63             | Francia | 2025-     |